# Karin Gündisch

Karin Gündisch bei einer Lesung in der Khnko-Aper-Kinder-Nationalbibliothek in Jerewan, Armenien, 2007

Karin Gündisch (* 5. April 1948 in Cisnădie (Heltau), Rumänien) ist eine deutsche Kinder- und Jugendschriftstellerin aus der deutschsprachigen Minderheit der Siebenbürger Sachsen.

## Leben
Karin Gündisch studierte Germanistik und Romanistik an der Babeș-Bolyai-Universität Cluj (Klausenburg, Rumänien) und der Universität Bukarest (Rumänien). Sie arbeitete als Deutschlehrerin in Bukarest, nebenbei war sie freie Mitarbeiterin bei der rumänisch-deutschen Presse, bei Rundfunk und Fernsehen. Sie veröffentlichte in der Zeit Kindergeschichten und arbeitete an  Deutsch-Lehrbüchern mit.
Seit 1984 lebt sie als freie Autorin in der Bundesrepublik Deutschland, zunächst viele Jahre in Bad Krozingen und seit 2018 in Hamburg. Die Sommermonate verbringt sie meist in Cisnădioara (Michelsberg), Rumänien. Ihre Bücher wurden ins Englische, Französische, Rumänische, Japanische, Koreanische, Kroatische und Slowenische übersetzt.

## Werke

### Bilderbücher
- Peter und der alte Teddy. Mit Bildern von Julian Jusim. Carlsen, Hamburg 1997, ISBN 3-551-51458-5.
- Ein Brüderchen für Lili. Mit Bildern von Betina Gotzen-Beek. Kerle Verlag, 2000, ISBN 978-3-451-70284-6.
- Mia und Tante Milda. Eine Babysittergeschichte. Mit Bildern von Sabine Wiemers. Kerle Verlag, 2005, ISBN 978-3-451-70626-4.

### Kinder- und Jugendbücher
- Didel und Düdel und andere Dingsgeschichten, Creangă Verlag, Bukarest 1980
- Lügengeschichten, Creangă Verlag, Bukarest 1983
- Im Land der Schokolade und Bananen, Beltz & Gelberg, Weinheim 1987
- Geschichten über Astrid, Erzählung, Beltz & Gelberg, Weinheim 1988; Neuausgabe Schiller-Verlag, Hermannstadt/Bonn 2009
- Weit, hinter den Wäldern, Beltz & Gelberg, Weinheim 1988; Neuauflage: Schiller-Verlag, Hermannstadt/Bonn 2012
- In der Fremde und andere Geschichten, Beltz & Gelberg, Weinheim 1993
- Großvaters Hähne. Geschichten aus einem anderen Land. Mit Bildern von Julian Jusim, Carl Hanser Verlag, München 1994; Neuauflage: Schiller-Verlag, Hermannstadt/Bonn 2011
- Das Paradies liegt in Amerika. Eine Auswanderergeschichte, Beltz & Gelberg, Weinheim 2000; Neuauflage: Schiller-Verlag, Hermannstadt/Bonn 2014; deutsch-rumänisch: Niculescu-Verlag, Bukarest 2015
- Cosmin. Von einem, der auszog, das Leben zu lernen, Deutscher Taschenbuch-Verlag 2005; deutsch-rumänisch: Niculescu Verlag, Bukarest 2016.
- Lilli findet einen Zwilling, Sauerländer Verlag, Düsseldorf 2007
- Die Kinder von Michelsberg, Schiller-Verlag, Hermannstadt/Bonn 2011
- George. Oder: Vom aufrechten Gang des Menschen, Schiller-Verlag, Hermannstadt/Bonn 2013

### Roman
- Liebe – Tage, die kommen, Kore Verlag, Freiburg 1994

## Auszeichnungen und Ehrungen
- 1984 Rumänischer Kinderbuchpreis für Lügengeschichten
- 1984 Peter-Härtling-Preis für Geschichten über Astrid
- 1992 Kinderbuchpreis der Ausländerbeauftragten des Berliner Senats für Im Land der Schokolade und Bananen
- 2001 Stipendium des Ministeriums für Wissenschaft, Forschung und Kunst Baden-Württemberg
- 2002 Mildred L. Batchelder Award für How I Became an American (Orig. Das Paradies liegt in Amerika)
- 2004 Oberrheinischer Rollwagen (3. Preis) für Mia und Tante Milda
- 2005 LesePeter Oktober für Cosmin
- 2010 Verdienstmedaille der Stadt Bad Krozingen
- 2013 Ehrenbürgerin der Stadt Heltau (Rumänien)
- 2016 Walburga-Preis der ev. Kirche Heltau